# Gonçalo Borges
Gonçalo Óscar Albuquerque Borges (Lisbona, 29 marzo 2001) è un calciatore portoghese, attaccante del Feyenoord.

## Carriera

### Club
Cresciuto nel settore giovanile del Porto, debutta in prima squadra il 15 dicembre 2021, in occasione dell'incontro della Taça da Liga vinto per 1-0 contro il Rio Ave. Il 16 gennaio 2022 esordisce anche in Primeira Liga, disputando l'incontro vinto per 1-4 contro il Belenenses SAD. Il 6 luglio successivo prolunga il contratto che lo lega ai Dragões fino al 2027.

### Nazionale
Ha rappresentato le nazionali giovanili portoghesi.

## Statistiche

### Presenze e reti nei club
Statistiche aggiornate al 21 luglio 2025
| Stagione        | Squadra         | Campionato      | Campionato | Campionato | Coppe nazionali | Coppe nazionali | Coppe nazionali | Coppe continentali | Coppe continentali | Coppe continentali | Altre coppe | Altre coppe | Altre coppe | Totale | Totale |
| Stagione        | Squadra         | Comp            | Pres       | Reti       | Comp            | Pres            | Reti            | Comp               | Pres               | Reti               | Comp        | Pres        | Reti        | Pres   | Reti   |
| --------------- | --------------- | --------------- | ---------- | ---------- | --------------- | --------------- | --------------- | ------------------ | ------------------ | ------------------ | ----------- | ----------- | ----------- | ------ | ------ |
| 2019-2020       | Porto B         | LdH             | 1          | 0          |                 | -               | -               |                    | -                  | -                  |             | -           | -           | 1      | 0      |
| 2020-2021       | Porto B         | LdH             | 32         | 1          |                 | -               | -               |                    | -                  | -                  |             | -           | -           | 32     | 1      |
| 2021-2022       | Porto B         | LdH             | 28         | 5          |                 | -               | -               |                    | -                  | -                  |             | -           | -           | 28     | 5      |
| 2022-2023       | Porto B         | LdH             | 17         | 5          |                 | -               | -               |                    | -                  | -                  |             | -           | -           | 17     | 5      |
| Totale Porto B  | Totale Porto B  | Totale Porto B  | 78         | 11         |                 | -               | -               |                    | -                  | -                  |             | -           | -           | 78     | 11     |
| 2021-2022       | Porto           | PL              | 1          | 0          | CP+CdL          | 0+1             | 0               | UCL+UEL            | 0                  | 0                  |             | -           | -           | 2      | 0      |
| 2022-2023       | Porto           | PL              | 10         | 0          | CP+CdL          | 2+4             | 0               | UCL                | 4                  | 0                  | SP          | 0           | 0           | 20     | 0      |
| 2023-2024       | Porto           | PL              | 17         | 0          | CP+CdL          | 6+1             | 0               | UCL                | 3                  | 0                  | SP          | 1           | 0           | 28     | 0      |
| 2024-2025       | Porto           | PL              | 26         | 2          | CP+CdL          | 1+1             | 0               | UEL                | 7                  | 0                  | SP+Cmc      | 1+2         | 0           | 38     | 2      |
| Totale Porto    | Totale Porto    | Totale Porto    | 54         | 2          |                 | 16              | 0               |                    | 14                 | 0                  |             | 4           | 0           | 50     | 0      |
| Totale carriera | Totale carriera | Totale carriera | 132        | 13         |                 | 16              | 0               |                    | 14                 | 0                  |             | 4           | 0           | 162    | 13     |

## Palmarès

### Club

#### Competizioni giovanili
- UEFA Youth League: 1

Porto: 2018-2019

#### Competizioni nazionali
- Campionato portoghese: 1

Porto: 2021-2022
- Coppa di Lega portoghese: 1

Porto: 2022-2023
- Coppa del Portogallo: 2

Porto: 2022-2023, 2023-2024
- Supercoppa di Portogallo: 1

Porto: 2024